# Isla Juan Guillermos
L'isla Juan Guillermos (conosciuta anche come Isla Esmeralda) è un'isola del Cile meridionale nell'oceano Pacifico. Appartiene alla regione di Magellano e dell'Antartide Cilena, alla provincia di Última Esperanza e al comune di Natales. Fa parte dell'arcipelago Regina Adelaide.
L'isola porta il nome del capitano anglo-cileno John Williams Wilson, conosciuto anche come Juan Guillermos (1798-1857), che prese possesso dello stretto di Magellano a nome dello stato cileno nel 1843.

## Geografia
L'isola Juan Guillermos si trova nella parte centrale dell'arcipelago, a ovest delle isole Barros Arana e Pedro Montt, da cui la separa il canale Pacheco, e a nord dell'isola Cochrane. La sua superficie è di 393 km²; misura circa 13 miglia di lunghezza per 4 nel punto di massima larghezza; il picco Monumento Prat ha un'altezza di 863 m.